# Cyfry (альбом)
Cyfry (Цифры) — студийный альбом польского журналиста, автора и композитора Войчеха Плохарского, записанный в 1993 г. в дуэте Przyjaciele (с Я. Грудзиньским), выпущен в 1994 году, переиздан в 2007, в международной электронной коммерции 2012.
Альбом содержит, между прочим, интерпретацию лирики А. Блока («Окна во двор»).
Проект также появился в телевизионной версии (Telewizja Polska, 1994).

## Список композиций
1. "Na podeście na estradzie" – 3:02
2. "Stacja" – 2:50
3. "Wieczorem" – 3:18
4. "Zapach egzotyczny" – 3:16
5. "Orka" – 3:28
6. "Fotografie" – 4:37
7. "Myszołów"" – 5:28
8. "Zaproszenie do podróży" – 4:20
9. "Larry" – 3:40
10. "Okna na podwórze" – 3:07
11. "Sowizdrzał" – 2:35

## Участники записи
- Войчех Плохарский - клавишные, вокал
- Януш Грудзиньский - клавишные